# Harry Nyquist
Harry Theodor Nyquist (pronuncia [nʏːkvɪst]; Nilsby, 7 febbraio 1889 – Harlingen, 4 aprile 1976) è stato un fisico svedese naturalizzato statunitense.

## Biografia
Nato in Svezia a Nilsby, nel Värmland, quarto di sette fratelli, emigrò negli Stati Uniti a 18 anni nel 1907; ricercatore presso i Bell Laboratories, diede un grande contributo alla tecnologia delle telecomunicazioni e dei controlli automatici, che oggi è stato esteso e generalizzato alla branca della matematica della teoria dei sistemi dinamici e quindi alle sue applicazioni fisiche.
Suoi sono il criterio di Nyquist, che permette di determinare la stabilità di un sistema retroazionato dall'analisi in frequenza dello stesso sistema a ciclo aperto o attraverso il diagramma di Nyquist, ed il
teorema del campionamento, che definisce la frequenza di campionamento necessaria per riprodurre un segnale analogico campionato secondo un valore di n livelli.
Da quest'ultimo risultato Nyquist determinò il numero massimo di impulsi trasmissibili su una linea telegrafica come funzione della sua larghezza di banda, anticipando l'analisi della capacità di un  mezzo trasmissivo che sarebbe poi stata completata e generalizzato dalla teoria dell'informazione di Claude Shannon.